# Polytmus
Polytmus (goudkeelkolibries) is een geslacht van vogels uit de familie kolibries (Trochilidae) en de onderfamilie Polytminae. Er zijn drie soorten:
- Polytmus guainumbi  – Witstaartgoudkeelkolibrie
- Polytmus milleri  – Tepuigoudkeelkolibrie
- Polytmus theresiae  – Groenstaartgoudkeelkolibrie